# Solanum citrinum
Solanum citrinum là loài thực vật có hoa trong họ Cà. Loài này được M. Nee miêu tả khoa học đầu tiên năm 1982.